# Pseudochromis
Genre
Pseudochromis est un genre de poissons de la famille des Pseudochromidae. Ce genre a été décrit pour la première fois en 1835 par Eduard Rüppell, avec la description de Pseudochromis olivaceus. Le genre, ainsi que la famille, a été révisé en 2004 par Anthony C. Gill. Au terme de sa recension, il comptait 71 espèces, un certain nombre restant à décrire ou l'ayant été depuis.
Les Pseudochromis sont des poissons de rocher ou de récifs, souvent vivement colorés, de petite taille, et évoluant naturellement dans la zone Indo-pacifique.

## Espèces
Le catalogue World Register of Marine Species compte 73 espèces.
- Pseudochromis aldabraensis (Bauchot-Boutin, 1958)[4].
- Pseudochromis alticaudex (Gill, 2004).
- Pseudochromis ammeri (Gill, Allen & Erdmann, 2012)[5].
- Pseudochromis andamanensis (Lubbock, 1980).
- Pseudochromis aureolineatus (Gill, 2004).
- Pseudochromis aurulentus (Gill & Randall, 1998).
- Pseudochromis bitaeniatus (Fowler, 1931).
- Pseudochromis caudalis (Boulenger, 1898).
- Pseudochromis chrysospilus (Gill & Zajonz, 2011)[6].
- Pseudochromis coccinicauda (Tickell, 1888).
- Pseudochromis colei (Herre, 1933)[5].
- Pseudochromis cometes (Gill & Randall, 1998).
- Pseudochromis cyanotaenia (Bleeker, 1857).
- Pseudochromis dilectus (Lubbock, 1976).
- Pseudochromis dixurus (Lubbock, 1975).
- Pseudochromis dutoiti (Smith, 1955).
- Pseudochromis eichleri (Gill, Allen & Erdmann, 2012)[5].
- Pseudochromis elongatus (Lubbock, 1980).
- Pseudochromis erdmanni (Gill & Allen, 2011)[7].
- Pseudochromis flammicauda (Lubbock & Goldman, 1976.
- Pseudochromis flavivertex (Rüppell, 1835).
- Pseudochromis flavopunctatus (Gill & Randall, 1998).
- Pseudochromis fowleri (Herre, 1934).
- Pseudochromis fridmani (Klausewitz, 1968).
- Pseudochromis fuligifinis (Gill & Williams, 2011)[8].
- Pseudochromis fuscus (Müller & Troschel, 1849).
- Pseudochromis howsoni (Allen, 1995).
- Pseudochromis jace (Allen, Gill & Erdmann, 2008).
- Pseudochromis jamesi (Schultz, 1943).
- Pseudochromis kolythrus (Gill & Winterbottom, 1993).
- Pseudochromis kristinae (Gill, 2004).
- Pseudochromis leucorhynchus (Lubbock, 1977).
- Pseudochromis linda (Randall & Stanaland, 1989).
- Pseudochromis litus (Gill & Randall, 1998).
- Pseudochromis lugubris (Gill & Allen, 2004).
- Pseudochromis luteus (Aoyagi, 1943).
- Pseudochromis madagascariensis (Gill, 2004).
- Pseudochromis magnificus (Lubbock, 1977).
- Pseudochromis marshallensis (Schultz, 1953).
- Pseudochromis matahari (Gill, Erdmann & Allen, 2009).
- Pseudochromis melanotus (Lubbock, 1975).
- Pseudochromis melanurus (Gill, 2004).
- Pseudochromis melas (Lubbock, 1977).
- Pseudochromis mooii (Gill, 2004).
- Pseudochromis moorei (Fowler, 1931).
- Pseudochromis natalensis (Regan, 1916).
- Pseudochromis nigrovittatus (Boulenger, 1897).
- Pseudochromis oligochrysus (Gill, Allen & Erdmann, 2012)[9].
- Pseudochromis olivaceus (Rüppell, 1835).
- Pseudochromis omanensis (Gill & Mee, 1993).
- Pseudochromis persicus (Murray, 1887).
- Pseudochromis perspicillatus (Günther, 1862).
- Pseudochromis pesi (Lubbock, 1975).
- Pseudochromis pictus (Gill & Randall, 1998).
- Pseudochromis punctatus (Kotthaus, 1970).
- Pseudochromis pylei (Randall & McCosker, 1989).
- Pseudochromis quinquedentatus (McCulloch, 1926).
- Pseudochromis ransonneti (Steindachner, 1870).
- Pseudochromis reticulatus (Gill & Woodland, 1992).
- Pseudochromis rutilus (Gill, Allen & Erdmann, 2012)[9].
- Pseudochromis sankeyi (Lubbock, 1975).
- Pseudochromis socotraensis (Gill & Zajonz, 2011)[6].
- Pseudochromis springeri (Lubbock, 1975).
- Pseudochromis steenei (Gill & Randall, 1992).
- Pseudochromis stellatus (Gill, Allen & Erdmann, 2017)[2].
- Pseudochromis striatus (Gill, Shao & Chen, 1995).
- Pseudochromis tapeinosoma (Bleeker, 1853).
- Pseudochromis tauberae (Lubbock, 1977).
- Pseudochromis tigrinus (Allen & Erdmann, 2012)[10].
- Pseudochromis tonozukai (Gill & Allen, 2004).
- Pseudochromis viridis (Gill & Allen, 1996).
- Pseudochromis wilsoni (Whitley, 1929).
- Pseudochromis yamasakii (Gill & Senou, 2016)[11].

## Galerie

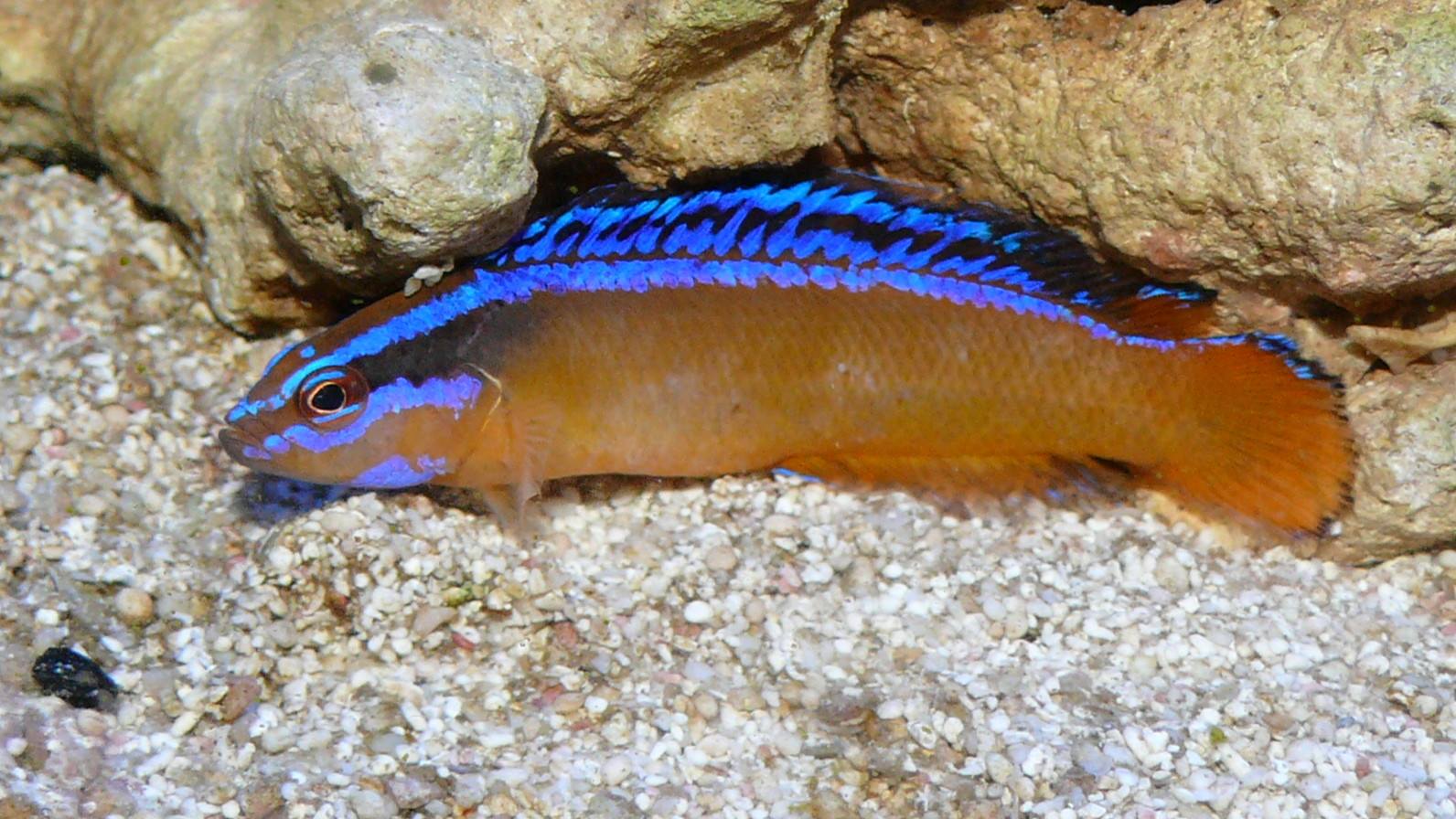
Pseudochromis aldabraensis
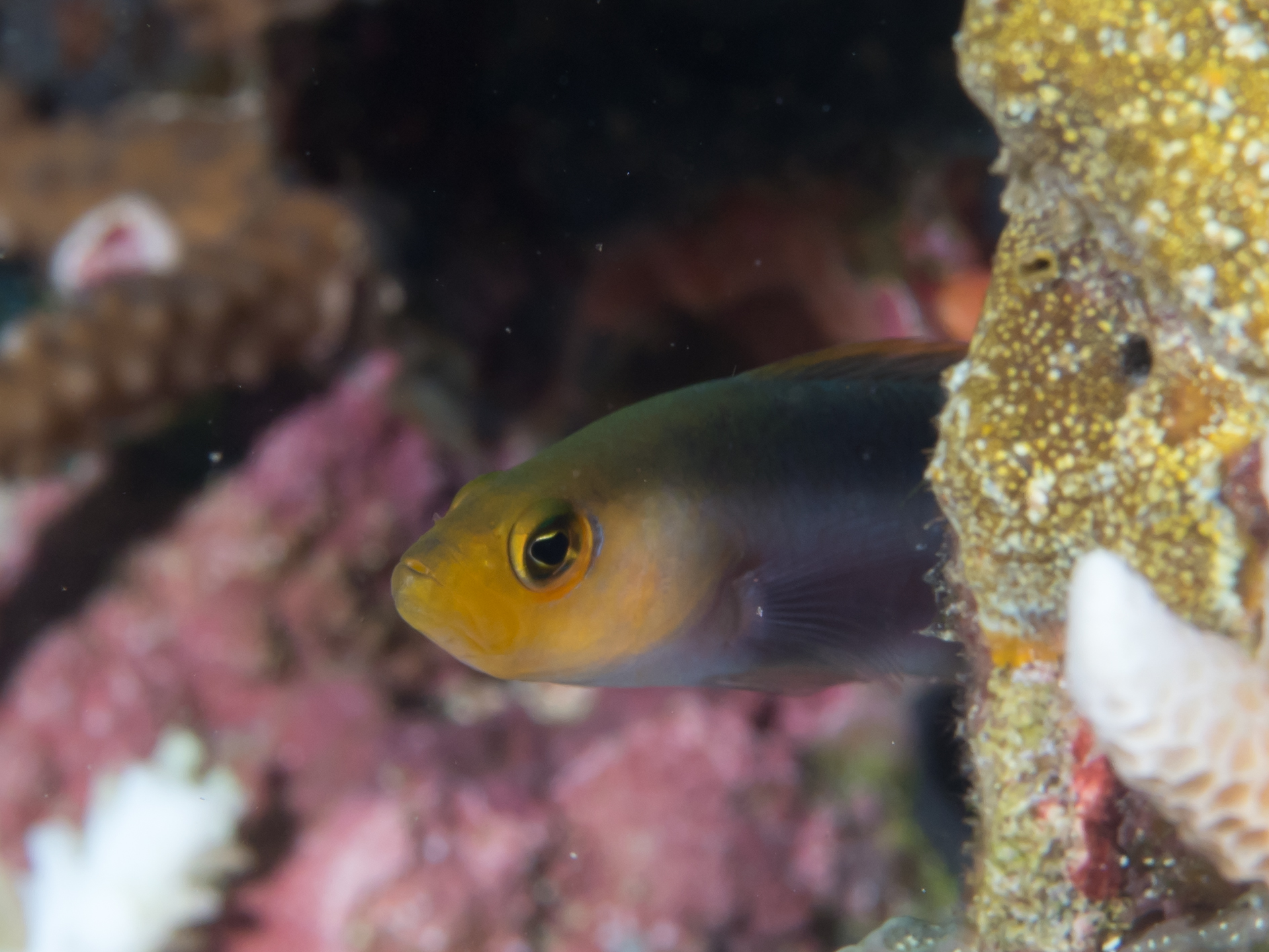
Pseudochromis bitaeniatus
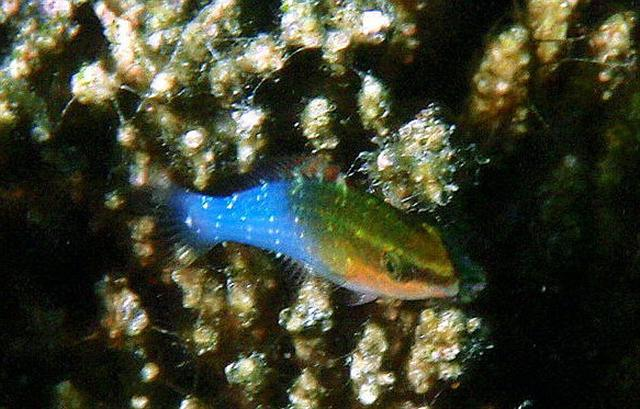
Pseudochromis cyanotaenia juvénile
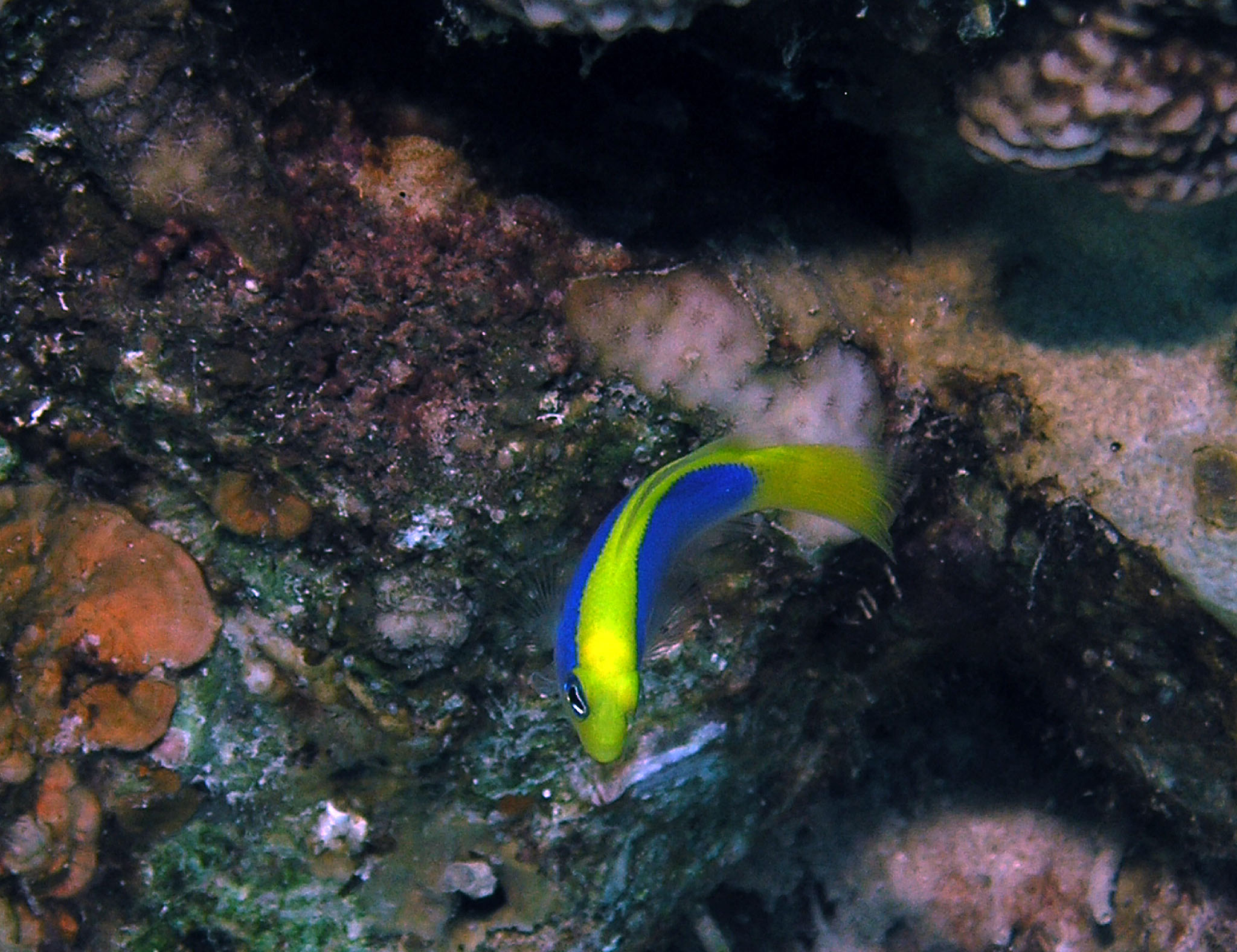
Pseudochromis flavivertex
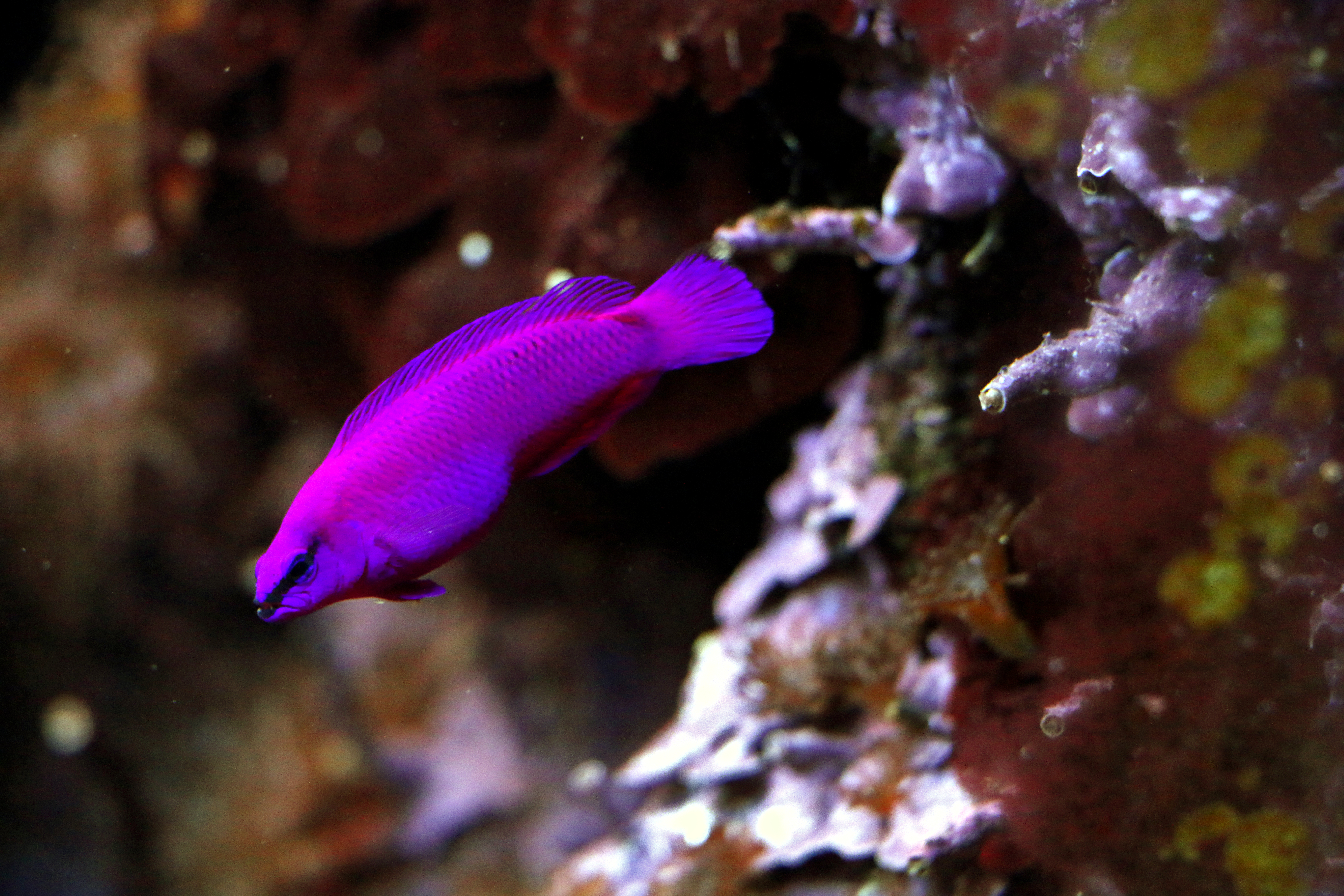
Pseudochromis fridmani
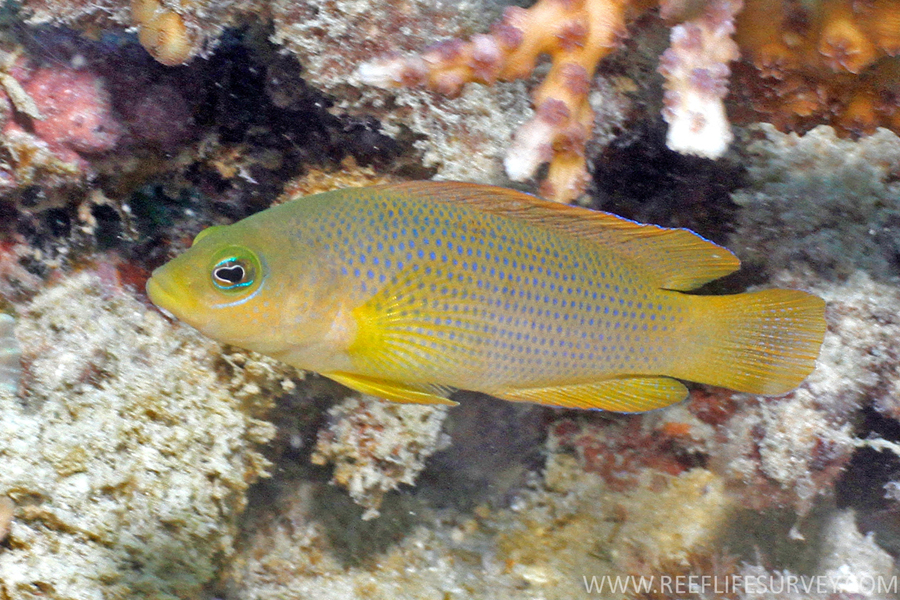
Pseudochromis Fuscus

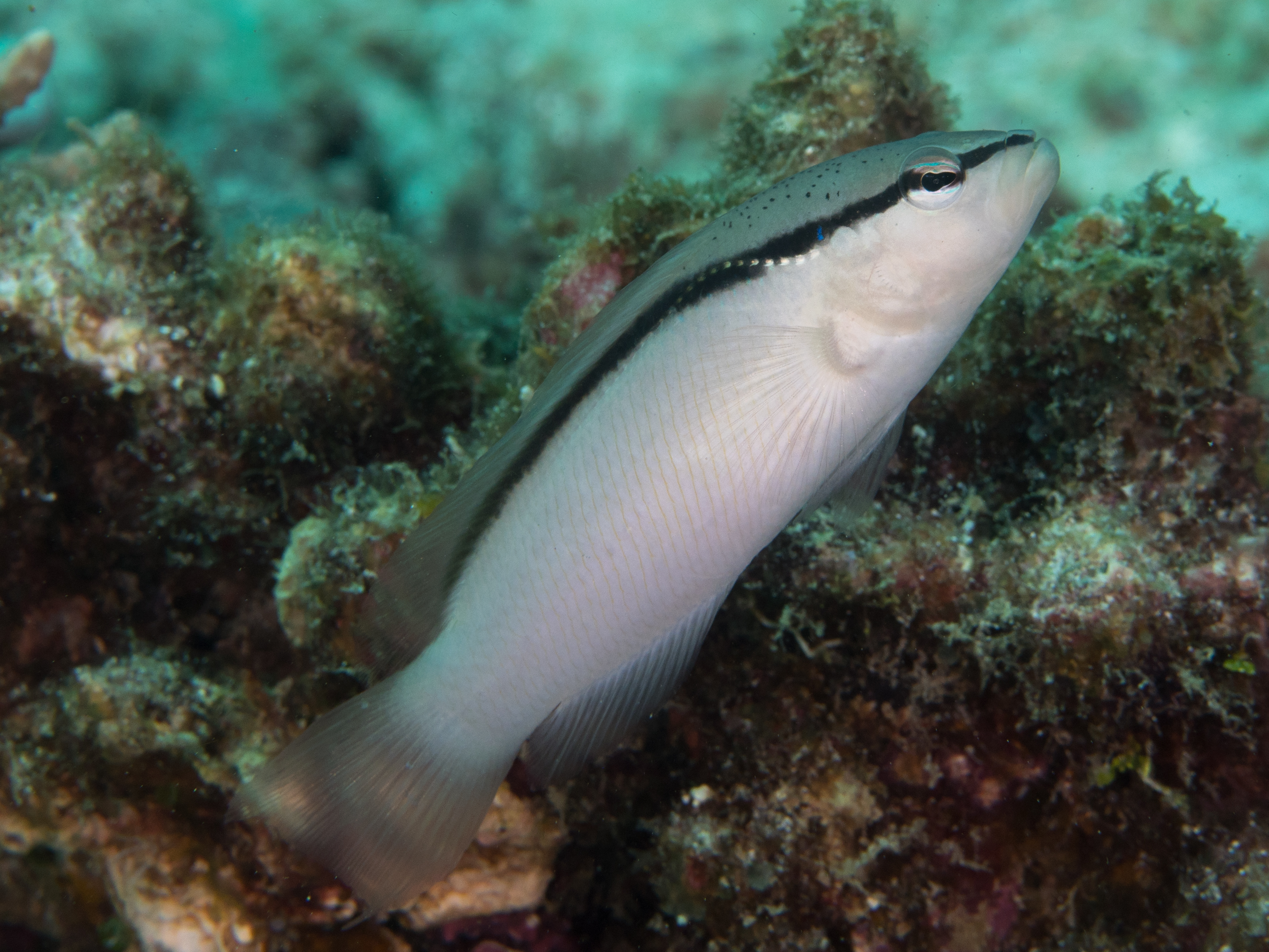
Pseudochromis perspicillatus
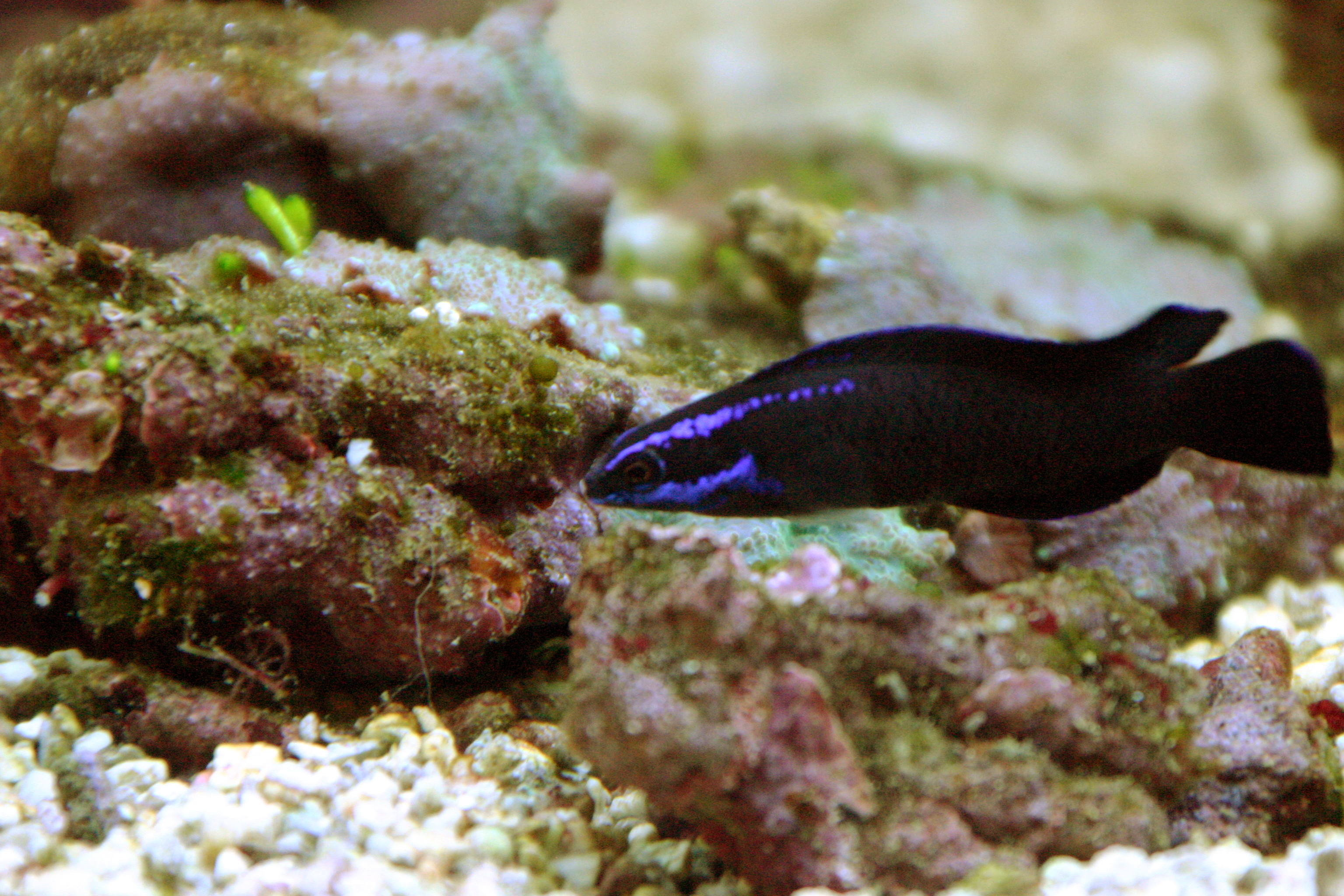
Pseudochromis springeri
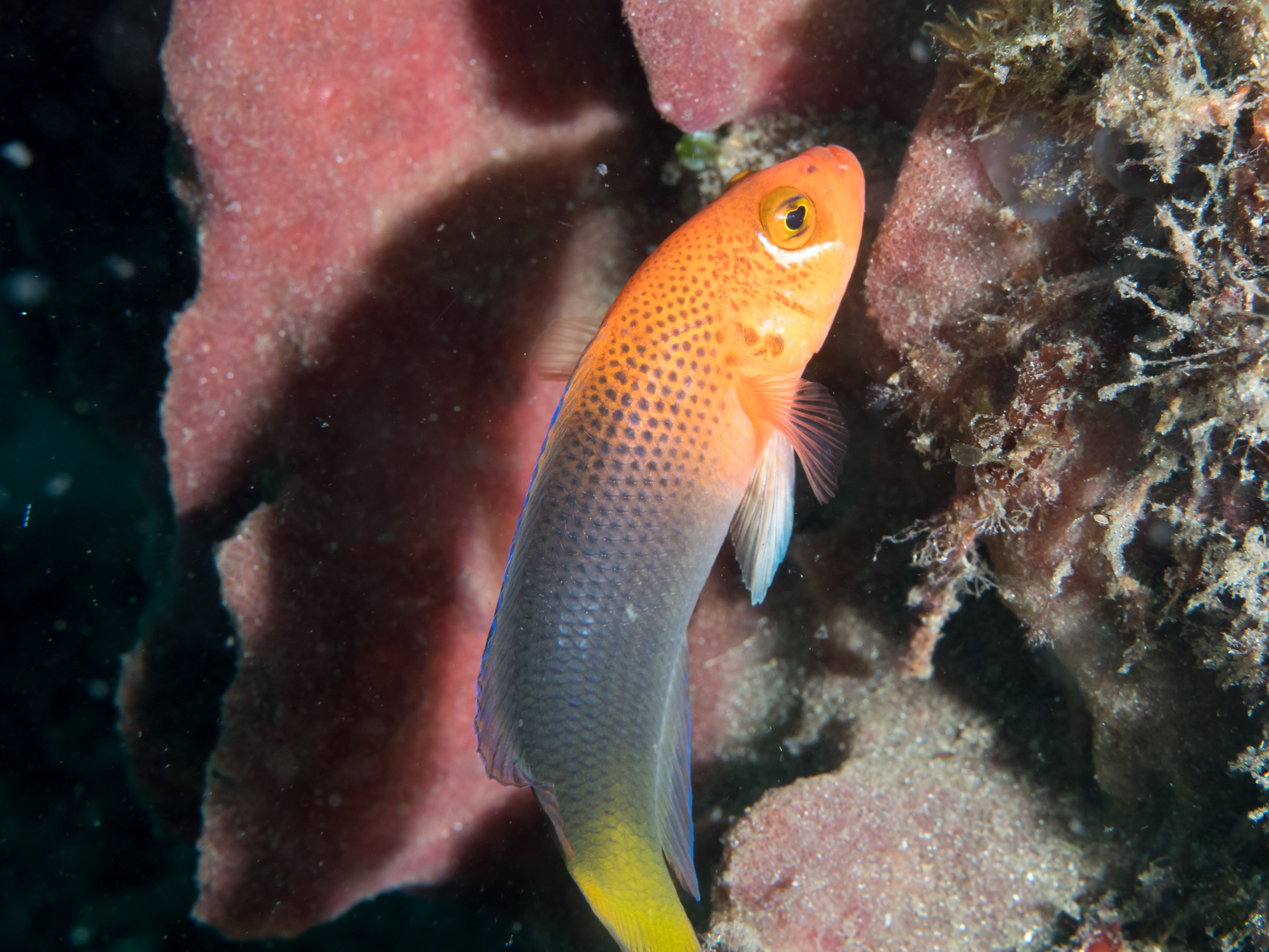
Pseudochromis steenei